# Ježíšovi démoni
Ježíšovi démoni (v originále Les Démons de Jésus) je francouzský hraný film z roku 1997, který režíroval Bernie Bonvoisin podle vlastního scénáře. Snímek měl premiéru ve Francii dne 8. ledna 1997.

## Děj
Na konci 60. let 20. století žije Jacobsova rodina usedlých Romů v zchátralém domě na západním předměstí Paříže. Otec Jo holdující alkoholu, jeho žena Rita, která poslušně vede domácnost, jejich dcera Marie, pokladní v supermarketu, a tři ze čtyř synů, nejmladší Jeannot, René a Jésus. Poslední dva, chronicky nezaměstnaní žijí z podvodů a malicherných intrik a vše, co vydělají, hned utratí v baru.

## Obsazení
| Thierry Frémont       | Jésus Jacob        |
| Nadia Farès           | Marie Jacob        |
| Patrick Bouchitey     | Néné (René) Jacob  |
| Victor Lanoux         | Jo Jacob           |
| Antoinette Moya       | Rita Jacob         |
| Pierre Laplace        | Ernest Jacob       |
| Roberto Herlitzka     | Raymond Piacentini |
| Jean-Louis Tribes     | Antoine Piacentini |
| José Garcia           | Bruno Piacentini   |
| Fabienne Babe         | Mathilde           |
| Elie Semoun           | Gérard             |
| Martin Lamotte        | Caldet             |
| Yann Collette         | Morizot            |
| Marie Trintignantová  | Levrette           |
| Jean-Jacques Jauffret | Elvis              |

## Ocenění
- Mezinárodní filmový festival v Rotterdamu: nominace na nejlepší film
- César: nominace v kategorii nejlepší debutový film (Bernie Bonvoisin)